# Balletys
Balletys (altgriechisch Βαλλετύς ‚das Werfen‘) war ein in Eleusis regelmäßig stattfindendes Kultfest, über dessen genauere Natur wenig bekannt ist. Aufgrund des Namens kann man annehmen, dass es sich um Kampfspiele handelte.
Kevin Clinton glaubt nicht, dass die Balletys identisch mit den Eleusinia waren, vielmehr nimmt er an, dass die Balletys das Kultfest des Demophon von Eleusis waren, von dem im Homerischen Hymnos an Demeter die Rede ist. Eine entsprechende Angabe macht Hesychios und zur Zeit des Athenaios waren Balletys und Eleusinia getrennte Feste.
Der homerische Hymnos berichtet, dass wegen der Angstschreie seiner Mutter Metaneira Demophon zu früh dem Feuer entrissen wurde, das seine Sterblichkeit wegbrennen sollte, weshalb er sterblich blieb. Dennoch sollte er (spricht Demeter):

„[…] auf ewig geehrt sein, da er auf meinen Knien lag und in meinen Armen schlief. So, wenn die Jahre sich wenden und Frühling erscheint, sollen die Söhne von Eleusis Krieg führen gegeneinander und beständig sein in grimmigem Streit.“